# Schwarzstorch
Der Schwarzstorch (Ciconia nigra) ist neben dem Weißstorch (Ciconia ciconia) die einzige in Europa brütende Art aus der Vogelfamilie der Störche (Ciconiidae). Das sehr große Verbreitungsgebiet reicht von der westeuropäischen Atlantikküste bis an den Pazifik in Ostasien. In Mitteleuropa ist er ein seltener, sehr verborgen lebender Brutvogel. Seit etwa 1990 wird eine leichte Tendenz zu einer Westausweitung der Brutgebiete festgestellt.
Im Gegensatz zum Weißstorch ist der Schwarzstorch ein scheuer Bewohner alter, geschlossener Wälder, die Still- und Fließgewässer aufweisen. Er ist vor allem ein Fischjäger, der bevorzugt in verborgenen Waldbächen auf Nahrungssuche geht. Schwarzstörche sind anders als ihre weißen Verwandten Kulturflüchter, die sehr empfindlich auf Störungen im Brutgebiet reagieren. Ihre Horste legen sie meist im oberen Stammdrittel von Laubbäumen an, Eichen und Rotbuchen werden bevorzugt. Etwas isolierte, im Waldverbund freistehende Bäume, die einen guten An- und Abflug ermöglichen, werden oft als Horstträger gewählt. Günstig gelegene Horste werden oft viele Jahre verwendet und können respektable Ausmaße annehmen. Die meisten Schwarzstörche sind Zugvögel. Ihre Überwinterungsgebiete liegen vor allem in den Feuchtgebieten Westafrikas sowie im äquatornahen Ostafrika. Manche überwintern jedoch auch schon in Südportugal und Südspanien. Die südafrikanische Schwarzstorchpopulation zieht nicht. Die Art erscheint ab Anfang April im Brutgebiet und verlässt es Ende August/Anfang September wieder. Bei günstigen Bedingungen können Schwarstorchpaare vier Jungvögel zum Ausfliegen bringen, es wurden aber auch umfangreichere Bruten beobachtet. Trotz des sehr großen Verbreitungsgebietes werden keine Unterarten unterschieden. Die Art gilt als nicht gefährdet.

## Aussehen
Der Schwarzstorch ist etwas kleiner als der Weißstorch (Ciconia ciconia). Oberseite, Kopf, Hals und Vorderbrust sind metallisch glänzend schwarz, das Gefieder schillert metallisch je nach Lichteinfall grünlich, purpurn, aber auch kupferfarbig. Nur Brust, Bauch, der rumpfnahe Teil des Unterflügels sowie die Unterschwanzdecken sind weiß. Die Weibchen sind nur geringfügig matter gefärbt als die Männchen, ihr Schnabel ist meistens gerade, während jener der Männchen ganz leicht aufwärts gebogen erscheint. In Gewicht und Größe besteht zwischen den Geschlechtern kein Unterschied. Schnabel und Beine des adulten Vogels sind während der Brutzeit leuchtend rot, im Schlichtkleid aber bräunlich bis matt dunkelrot. Auch die nackten Hautpartien rund um die Augen sowie der Schnabelansatz sind während der Brutsaison leuchtend rötlich gefärbt. Die Beine der Jungvögel sind im ersten Jahr gelbgrünlich und wechseln langsam über bräunliche Töne ins Rötliche. Ihr Schnabel ist dunkelbraun mit einem leicht rostroten Anflug. Die Gefiederfarbe ist stumpfer, eher tief braunschwarz, der metallische Schimmer fehlt.

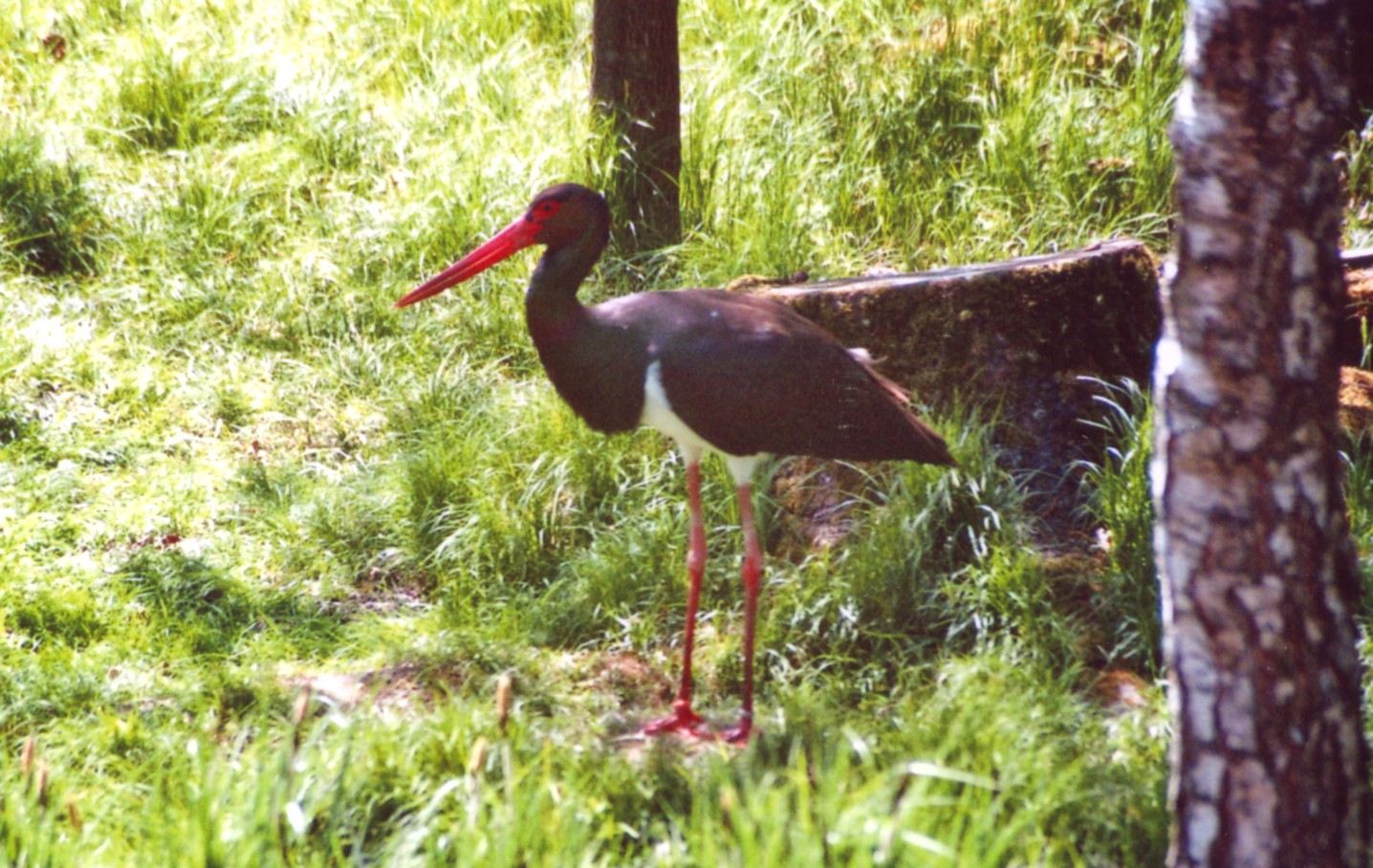
Adulter Vogel
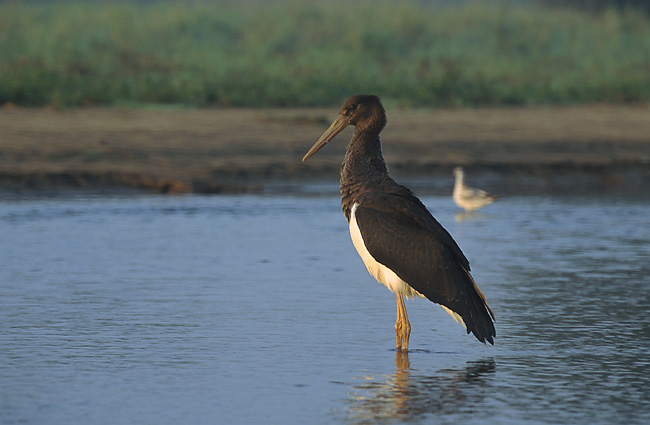
Jungvogel

### Flugbild und Flug
Auch im Flug ist der Schwarzstorch in seinen paläarktischen Brutgebieten kaum zu verwechseln. Im Überwinterungsgebiet können bei flüchtiger Betrachtung Verwechslungen mit dem bedeutend kleineren Abdimstorch (Ciconia abdimii) vorkommen. Der Schwarzstorch fliegt wie alle Eigentlichen Störche mit ausgestrecktem Hals und ausgestreckten Beinen, die deutlich das Schwanzende überragen, Kopf und Schnabel sind leicht abgesenkt. Die Flügel sind etwas schmaler als die des Weißstorches, deutlicher im Flügelbug (Karpalgelenk) abgewinkelt, jedoch ebenso tief gefingert.
Der Flug des Schwarzstorches wirkt leichter und behänder als der des Weißstorches. In Anpassung an seinen Lebensraum hat er eine Flugtechnik entwickelt, bei der die Flügel im Karpalgelenk stark abgewinkelt werden, wodurch die große Flügelspannweite von bis zu zwei Metern erheblich reduziert wird. Diese Flugweise ermöglicht ein problemloseres Einfliegen in den Kronenbereich und ein besseres Manövrieren im Wald. Während der Balz- und territorialen Synchronflüge spreizen Schwarzstörche häufig die leuchtend weißen Unterschwanzfedern, ein Verhalten, das in der Fachsprache als Flaggezeigen oder Ausflaggen bekannt ist.

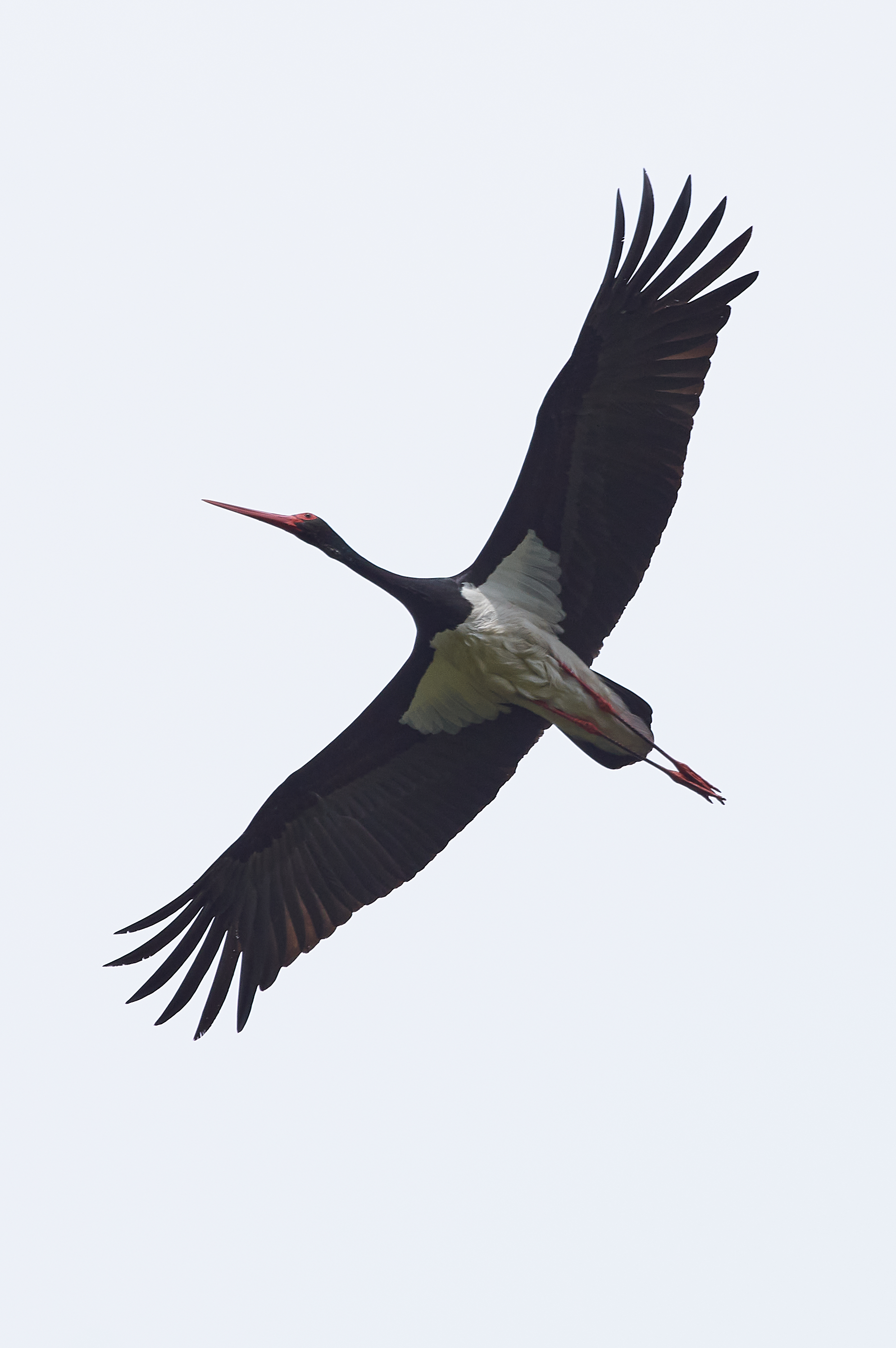
Schwarzstorch beim Flug über dem Unteren Odertal
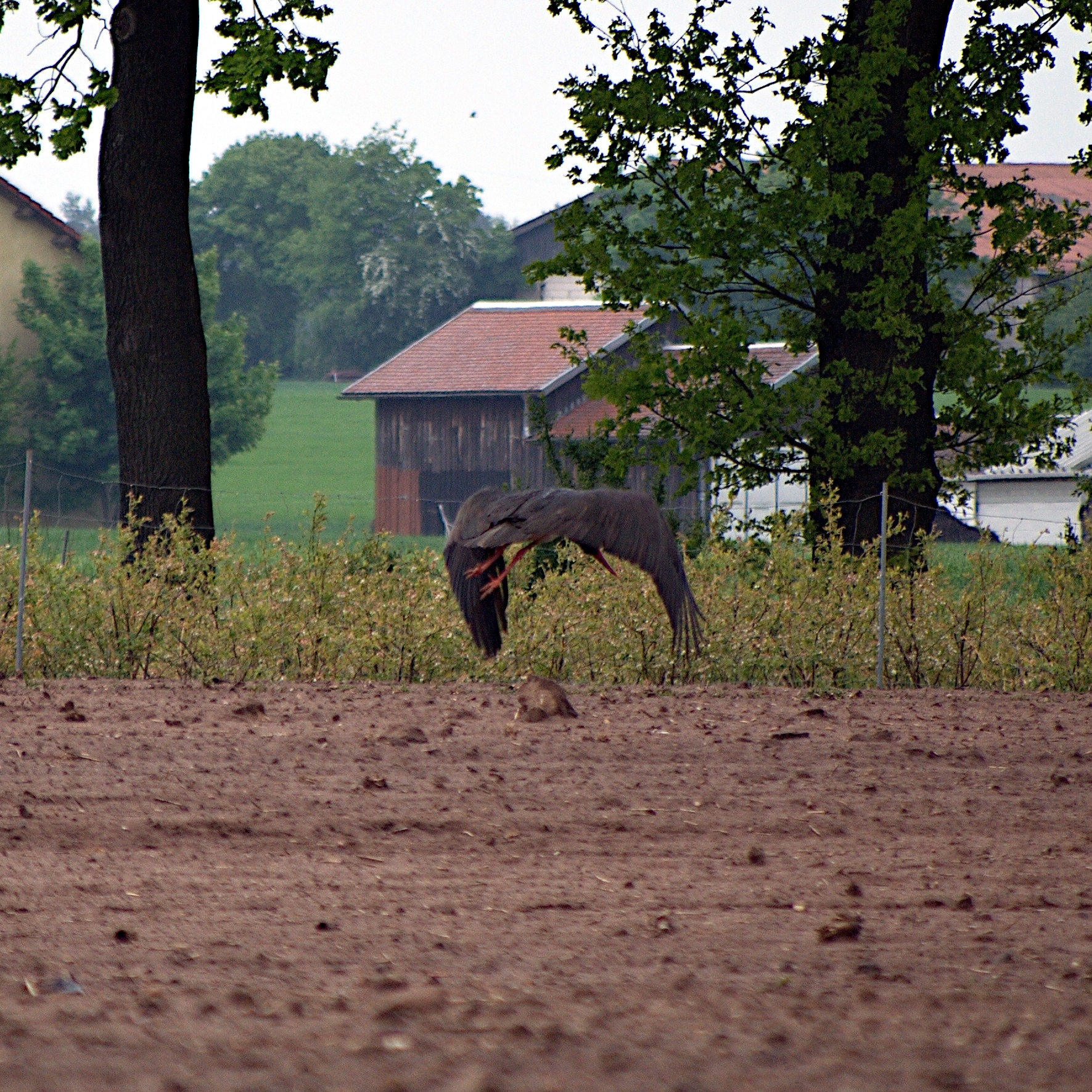
Auffliegender Schwarzstorch
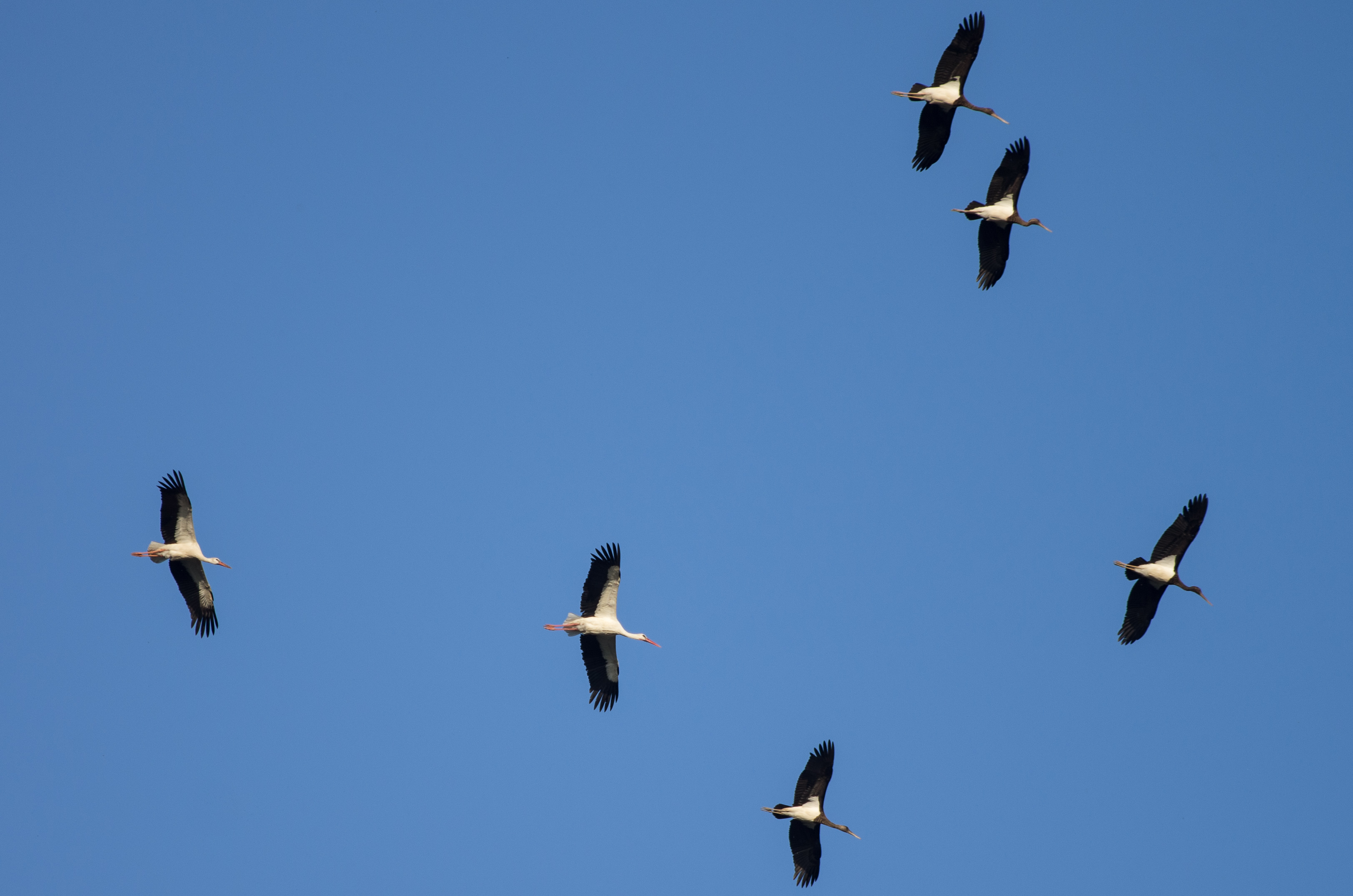
Gemeinsamer Zug von Schwarzstörchen mit Weißstörchen

### Maße und Gewicht
Die Gesamtlänge des Schwarzstorches beträgt im Mittel knapp 100 Zentimeter, er ist damit um etwa zehn Prozent kleiner als ein durchschnittlich großer Weißstorch. Ein adulter Vogel wiegt fast drei Kilogramm, ein Erstzieher etwa zweieinhalb. Damit sind Schwarzstörche im Durchschnitt um 10 bis 20 Prozent leichter als Weißstörche. Bei einer Flügellänge von bis zu 57,5 Zentimetern kann die Gesamtspannweite knapp zwei Meter erreichen. Der Schnabel eines erwachsenen Vogels ist bei einer Schnabelhöhe von etwa drei Zentimetern bis zu 19,5 Zentimeter lang.

## Stimme
Im Gegensatz zum Weißstorch ist der Schwarzstorch stimmbegabt. Zwar kommt auch bei ihm Schnabelklappern als Instrumentallaut vor, doch verfügt er außerdem über ein breites Repertoire an lauten und leisen Rufen und Gesängen.
Während der Balz, vor allem beim Synchronfliegen und bei Nestanflügen, ist ein nicht sehr lautes, melodisch-flötendes Fliie-höö, das verschiedentlich variiert und moduliert wird, zu hören. Es kann entfernt etwa an den Flugruf des Wespenbussards erinnern. In Aggressionssituationen wird dieses Gesangselement lauter, schärfer, zuweilen auch scharf fauchend. Daneben verfügen Schwarzstörche über ein breites Band an verschiedenen Kontaktlauten und Kontaktrufen. Schnabelklappern ist entweder ein Stress- oder Erregungsklappern. Es geht der Kopulation voraus und ist auch in Aggressionssituationen zu hören.
Die Jungvögel betteln ausgiebig mit verschiedenen, zum Teil etwas entenartig klingenden Lauten. Ältere Jungstörche stoßen in Bedrohungssituationen einen tiefen, auf uuuaaa vokalisierten Laut aus, der unter Vogelkundlern als Grölen bekannt ist.

## Lebensraum

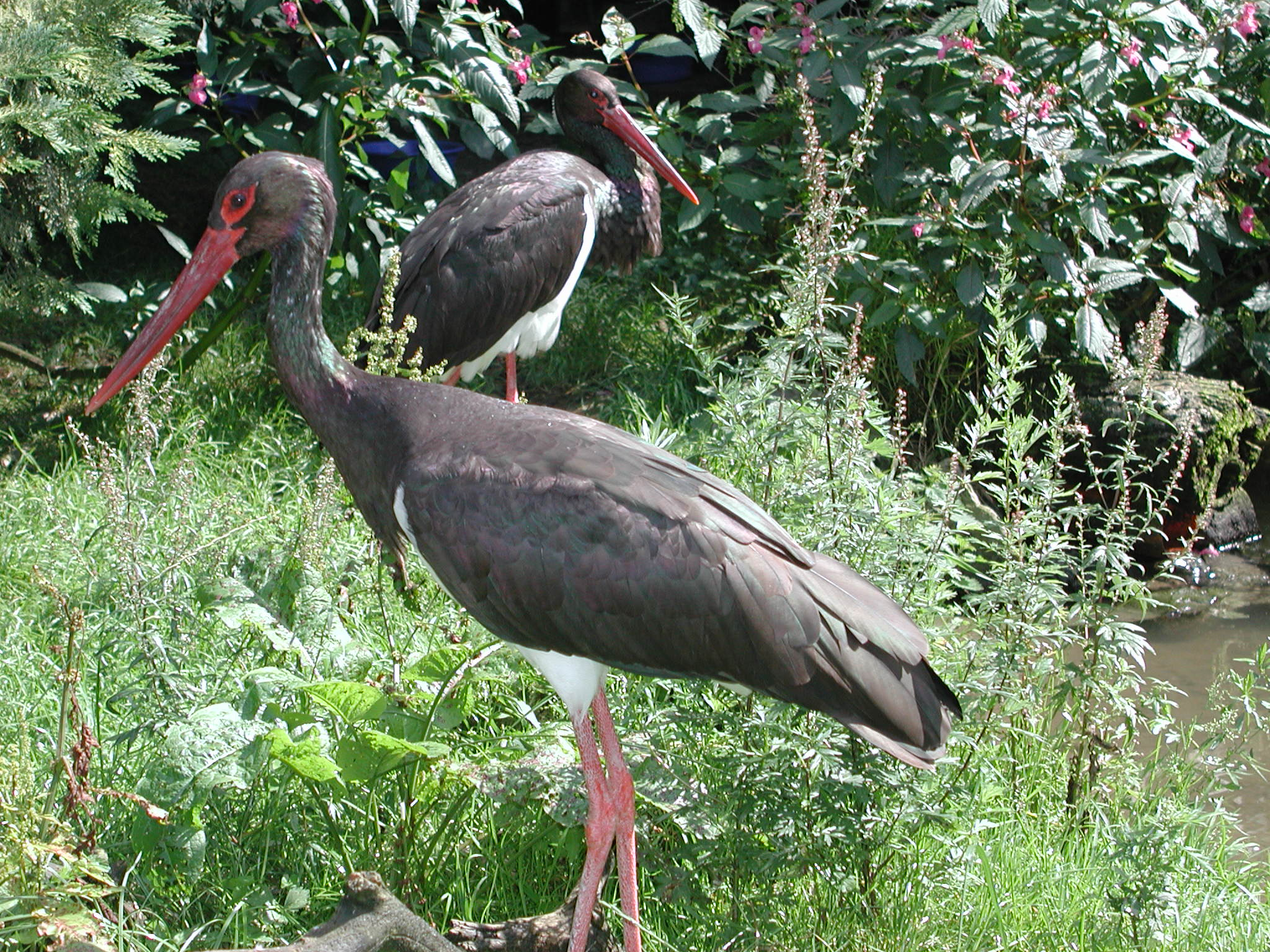
Schwarzstörche

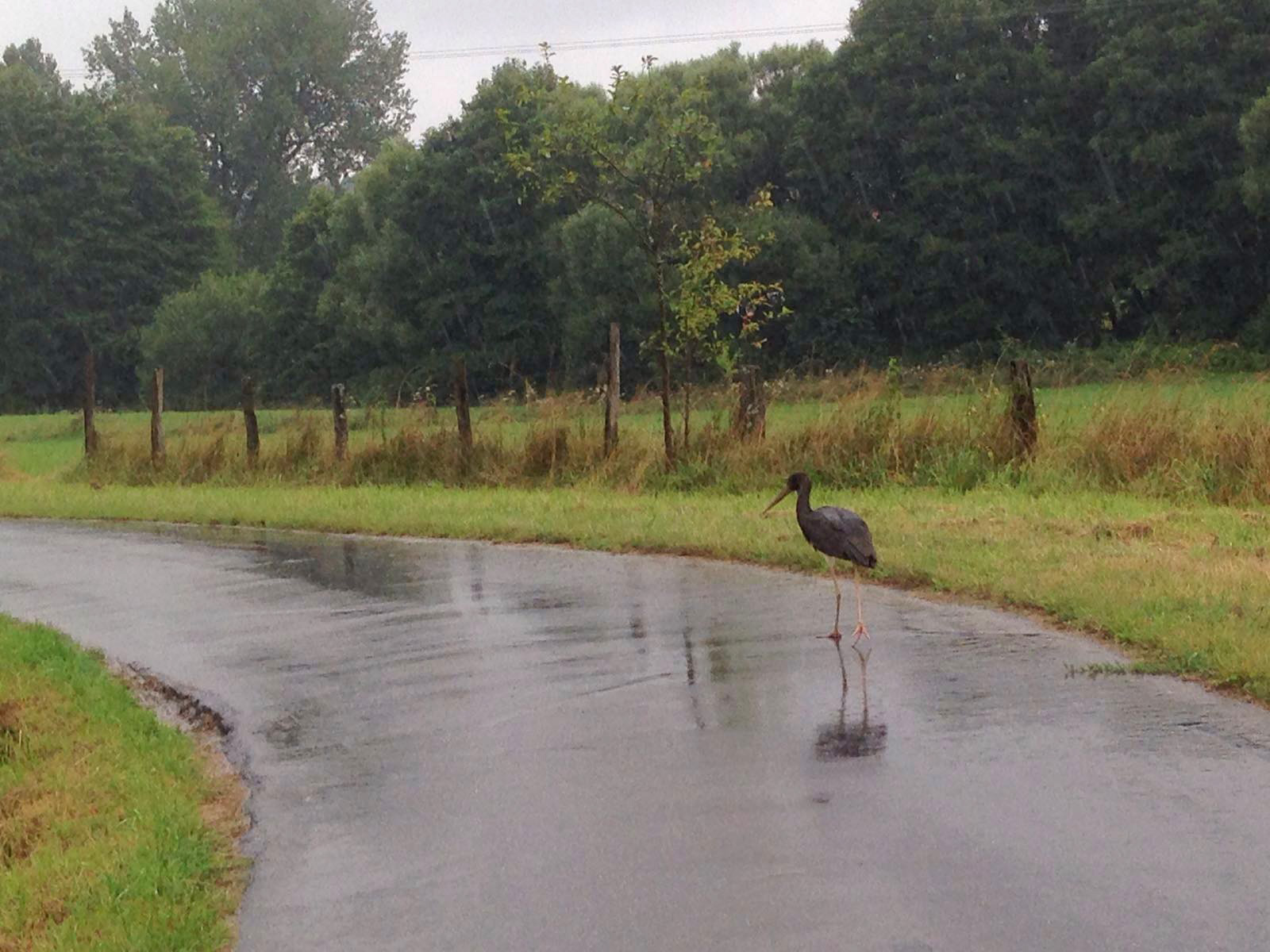
Seltener Anblick – Schwarzstorch auf einer Dorfstraße

Anders als sein bekannterer Verwandter, der Weißstorch, lebt der Schwarzstorch meistens verborgen in alten, aber nicht zu dichten, reich strukturierten Wäldern; Laubwälder und Laubmischwälder mit Lichtungen, Fließgewässern, Tümpeln und Teichen sind sein idealer Lebensraum. Ebenso gehören waldnah gelegene, feuchte, extensiv genutzte Wiesen zu einem optimalen Schwarzstorchhabitat. Alte Schwarzstorchreviere liegen fast immer in geschlossenen, meistens über 100 Hektar großen Waldgebieten. Mit der dichteren Besiedelung und dem daraus resultierenden Mangel an optimalen Brutplätzen wurden in den letzten Jahren auch Brutansiedelungen in kleinen Waldgebieten, in Einzelfällen sogar in kleinen Feldgehölzen festgestellt.
Schwarzstörche reagieren sehr empfindlich auf Störungen und meiden daher weitgehend die Nähe von menschlichen Siedlungen. Die verschiedentlich aufgestellte Behauptung, der Schwarzstorch brüte in Transkaukasien auch im Bereich menschlicher Siedlungen, ließ sich durch neuere Untersuchungen nicht bestätigen. Im oberfränkischen Steppach kam es 2013 jedoch zu einem Nestbau und einer Brut (zwei Jungvögel) auf einem Hausdach in der Ortsmitte.

## Verbreitung

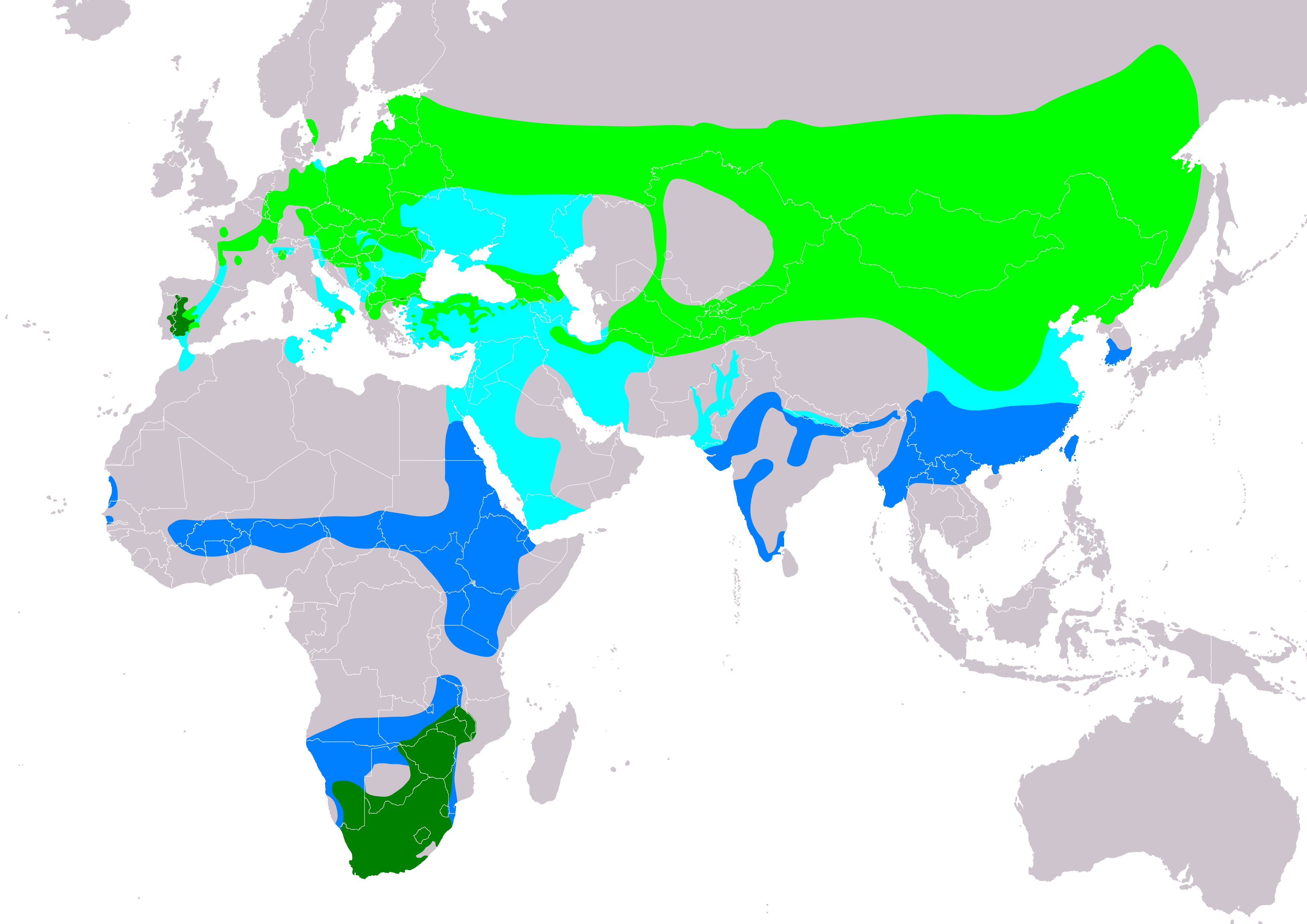
Verbreitung des Schwarzstorches:
Brutgebiete
Ganzjähriges Vorkommen
Migration
Überwinterungsgebiete

In Nord- und Mitteleuropa kommt der Schwarzstorch in größerer Regelmäßigkeit, aber immer noch sehr lückenhaft etwa östlich von 11° bis 13° östlicher Länge vor. Die westlich davon liegenden Brutvorkommen sind mit Ausnahme der zum Großteil residenten iberischen Populationen Ausbreitungsgebiete, die erst seit wenigen Jahren besiedelt werden. Ein weit vorgeschobener Ausbreitungskeil reicht derzeit von den Waldgebieten der belgischen und luxemburgischen Ardennen über Nordost- und Zentralfrankreich südwestwärts bis ins französische Perigord. Im Norden brütet die Art von Norddeutschland (unregelmäßig und in sehr geringer Zahl auch in Dänemark) nach Osten über Polen und das Baltikum bis Ussurien an der Pazifikküste. Die Nordgrenze seiner paläarktischen Verbreitung schwankt um 60° N, die Südgrenze ist uneinheitlich, da die Art Wüsten- und Steppengebiete nicht dauerhaft besiedelt.
In seinem gesamten asiatischen Verbreitungsgebiet ist der Schwarzstorch ein sehr seltener Brutvogel mit nur äußerst lückenhafter Verbreitung.
Weitgehend isolierte Vorkommen bestehen in Spanien und Ostportugal, in der nördlichen Türkei, im Kaukasusgebiet, in Nordwestafghanistan und Pakistan, auf der koreanischen Halbinsel sowie in der Republik Südafrika nordwärts bis Simbabwe und Sambia. Woher diese residenten südafrikanischen Bestände stammen, ist nicht bekannt; zurzeit stehen sie in keinem Zugzusammenhang mit den europäischen und asiatischen Populationen.
Die vertikale Verbreitung der Vorkommen ist sehr unterschiedlich und reicht in Europa von den Tieflandgebieten bis in die submontane Stufe der Laubmischwälder, in Zentralasien werden ausschließlich Wälder der submontanen und montanen Stufe besiedelt.

## Nahrung
Die Nahrung des Schwarzstorches setzt sich in viel höherem Maße als beim Weißstorch aus Tieren zusammen, die im oder am Wasser leben. Dabei spielen Fische und Rundmäuler die größte Rolle. Daneben werden auch, abhängig vom verfügbaren Angebot, Amphibien und Wirbellose erbeutet; der Anteil der Säugetiere ist im Vergleich zum Weißstorch gering.

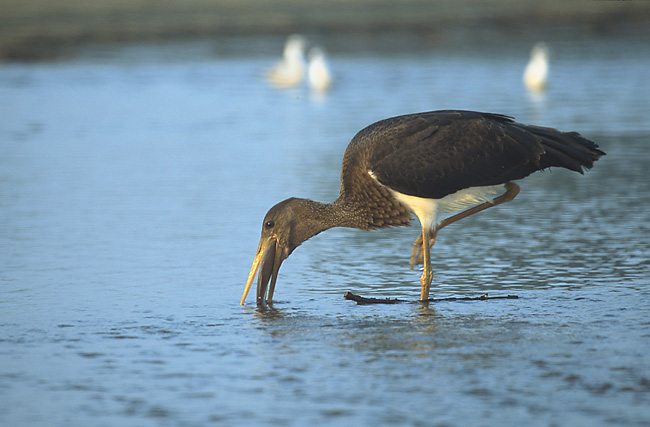
Juveniler Schwarzstorch mit sehr großem Fisch

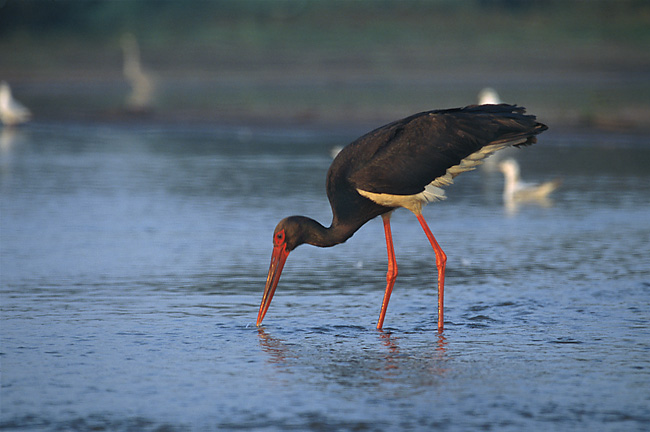
Adulter Schwarzstorch auf Nahrungssuche

Unter den Fischen gehören offenbar Forellen zur Hauptbeute, gefolgt von Groppen, Aalen und während der ersten beiden Fütterungswochen Elritzen und Bachschmerlen. Dort, wo Bachneunauge und Flussneunauge in Schwarzstorchhabitaten vorkommen, zählen auch diese Rundmäuler zu den Beutetieren der Art. Genauere Angaben zu erbeuteten Amphibien sind kaum vorhanden; es scheint sich jedoch vor allem um Frösche und Molche zu handeln, während Kröten wohl nur bei starker Nahrungsknappheit angenommen werden.
Reptilien, insbesondere junge Ringelnattern, wurden selten als Beutetiere festgestellt.
Unter den Wirbellosen überwiegen ebenfalls wassergebundene, zumindest aber feuchtigkeitsliebende Arten, wie verschiedene Schwimmkäfer, Wasserkäfer und deren Larvenstadien, sowie in nicht unbeträchtlichem Ausmaß die Larven verschiedener Köcherfliegen und Libellen.
Welchen Anteil Säugetiere, insbesondere Echte Mäuse, Ratten, Wühlmäuse und Spitzmäuse, an der Nahrung haben, ist nicht genau bekannt. In den Speiballen sind ihre Reste auf Grund der weitgehend vollständigen Verdauung der Fisch- und Amphibiennahrung jedoch wahrscheinlich überrepräsentiert. Nur selten (z. B. bei Mangel an anderer Nahrung) werden Nestlinge anderer Vögel oder Aas gefressen.
Ferner nimmt der Schwarzstorch regelmäßig Pflanzen zu sich und verfüttert sie auch an die Jungen. Hauptsächlich handelt es sich dabei um Moose und Wasserpflanzen. Verschiedene Autoren sprechen dieser vegetarischen Beikost eine Funktion bei der Gewöllebildung zu und vermuten auch, dass sie den Storch mit gewissen Spurenelementen, vor allem mit Mangan, versorgt.

## Nahrungserwerb
Die Nahrung wird meistens schreitend im Wasser, an feuchten Waldstellen oder auf feuchten Wiesen erbeutet. Kurze, schnelle Verfolgungen unter Zuhilfenahme der Flügel kommen vor. Schwarzstörche jagen meistens in seichtem Wasser, doch wurden auch Störche bis zum Bauchgefieder im Wasser watend beobachtet. Der Schwarzstorch jagt sowohl auf Sicht als auch sensorisch durch Sondierungsbewegungen des Schnabels im Schlamm oder trüben Wasser, obwohl sein bevorzugtes Nahrungshabitat klare Bäche mit kiesigem Untergrund sind. Häufig werden bei der Wasserjagd die Flügel ausgebreitet – eine Methode, die Flügelmanteln oder englisch canopy feeding genannt wird. Möglicherweise werden dadurch die Lichtreflexionen auf dem Wasser gemildert, es könnte aber auch sein, dass den verfolgten Fischen durch die Lichtabschirmung eine Fluchthöhle vorgetäuscht wird und sie so leichter zu erbeuten sind.
Die Beute wird nicht aufgespießt, sondern mit dem Schnabel ergriffen. Größere Beutetiere werden noch im Schnabel weichgeknetet, bevor sie mit dem Kopf voran verschlungen werden. Um die Beutetiere zu wenden, werden sie zuweilen in die Luft geschleudert, manchmal aber auch am Gewässerrand abgelegt und erst dort verzehrt.

## Verhalten

### Allgemein
Wohl in seinem gesamten Verbreitungsgebiet ist der Schwarzstorch ein scheuer Kulturflüchter, der zum Teil äußerst sensibel auf Störungen in seinem Brutgebiet reagiert. Vor allem in den ersten Wochen nach der Ankunft im Brutgebiet ist diese Störanfälligkeit sehr ausgeprägt.

Schwarzstorch, beobachtet einen Bach (D, Hessen,)

Seine Aktivität beginnt mit dem ersten Nahrungsflug in der Morgendämmerung und endet kurz nach Sonnenuntergang. Er ist während der Brutzeit streng territorial und auch außerhalb dieser weniger gesellig als der Weißstorch. Auf dem Zug finden sich jedoch größere Gruppen zusammen, die gemeinsam Rast- und Ruheplätze sowie die Nahrungsgründe aufsuchen.

### Ruhe- und Komfortverhalten
Schwarzstörche führen eine sehr penible Gefiederpflege durch und baden gerne und ausgiebig („Komfortverhalten“). Dabei tauchen sie mit dem gesamten Körper ins Wasser. Bei Alt- und Jungvögeln wird regelmäßig soziale Gefiederpflege festgestellt. Während der Ruhe- und Schlafperioden stecken die Störche den Schnabel ins aufgeplusterte Hals- und Brustgefieder; oft stehen sie in diesen Ruheperioden auf einem Bein. Während der Huderperiode schläft das Weibchen im Nest, das Männchen sucht seinen Schlafplatz in der unmittelbaren Umgebung, in der Regel mit gutem Sichtkontakt zum Nest. Wenn die Jungen nicht mehr gehudert werden müssen, schläft ein Altvogel stehend am Nestrand.

### Aggressionsverhalten
Während der Balz- und Brutzeit ist der Schwarzstorch streng territorial. Das Territorium wird während der Reviergründung durch eindrucksvolle Revierflüge markiert, Eindringlinge werden energisch davon ferngehalten. Artgenossen werden vom Nest mit seltsam anmutenden Tänzen vertrieben. Dabei sträubt der Vogel die weißen Unterschwanzdecken, tritt von einem Bein auf das andere und führt mit dem Kopf schlängelnde Bewegungen aus. Häufig ist dieser Tanz von stöhnenden Rufreihen begleitet. Angriffe mit Körperkontakt unterbleiben aber meistens; sie wurden unter Artgenossen selten beobachtet, können aber recht heftig sein und zu Verletzungen führen. Solche Auseinandersetzungen werden auch im Fluge ausgetragen.

## Brutbiologie

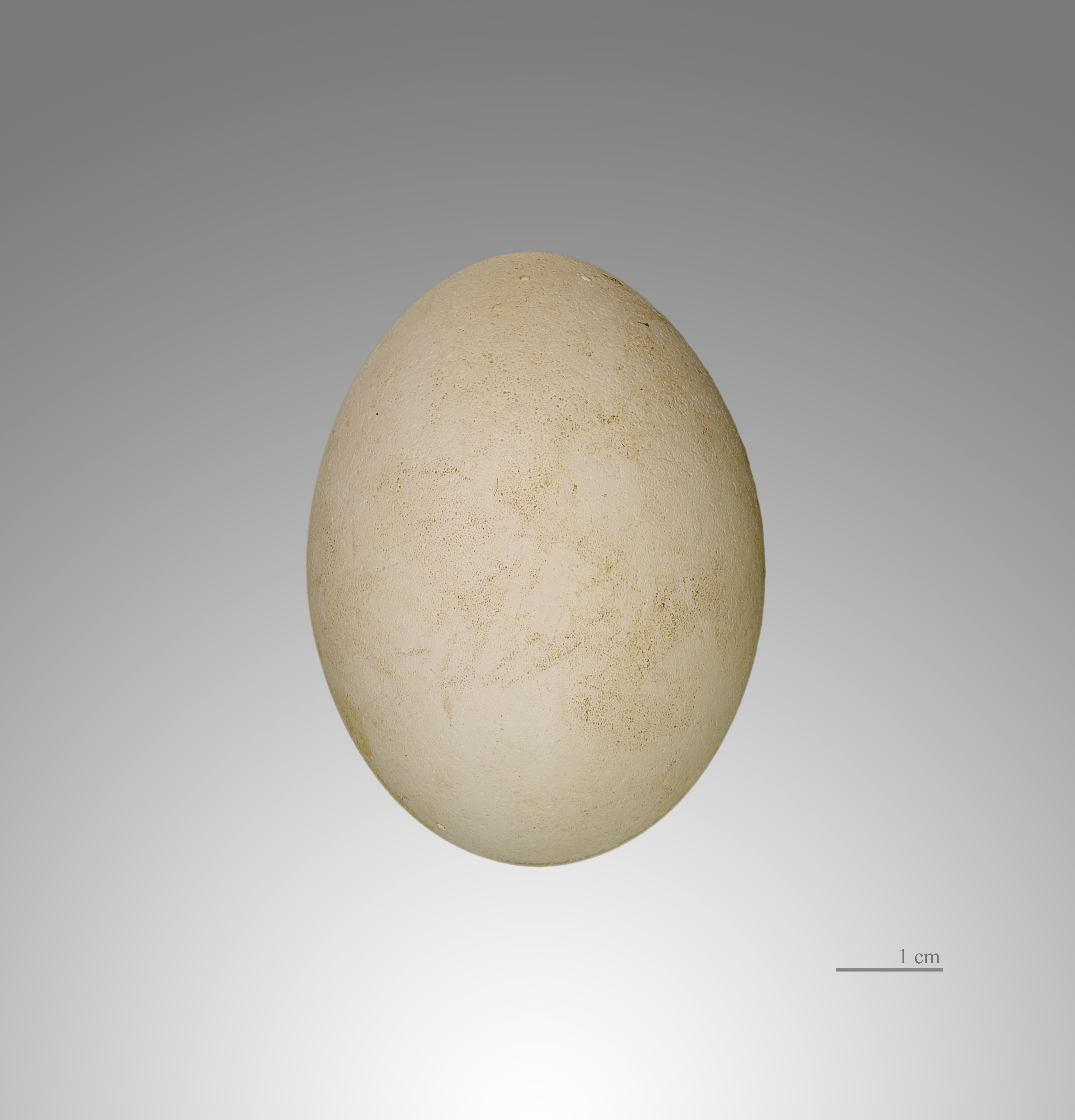
Ei des Schwarzstorches

Schwarzstörche führen eine, wie neueste Beobachtungen zeigen, nicht immer ganz monogame Brutsaisonehe. Sie werden frühestens im dritten Lebensjahr geschlechtsreif, schreiten aber meistens erst ein Jahr später zur ersten Brut. Auf Grund der sehr großen Brutplatztreue beider Partner kommt es häufig zu Wiederverpaarungen, auch über viele Jahre hinweg. Der zuerst im Brutrevier ankommende Vogel – es handelt sich dabei häufiger um das Männchen – wartet auf dem Nest oder nahe dabei auf den Partner; zuweilen, aber nicht immer, beginnt er auch sofort mit Instandsetzungsarbeiten am Nest oder, bei Revierbegründungen, mit dem Nestbau. Diese Warteperiode kann in Extremfällen bis zu 40 Tage dauern, ein oder zwei Wochen sind aber die Regel. Nur selten kommen beide Vögel am gleichen Tag am Niststandort an. Das vereinte Paar beginnt sofort mit Nestbau oder Nestinstandsetzung und markiert das Territorium mit eindrucksvollen Schauflügen; die dabei in große Höhen aufsteigenden Vögel zeigen immer synchrone Flugbewegungen, auch während der simulierten spiraligen Abstürze, dem sogenannten Wuchteln. Häufig werden bei diesen Revierflügen die weißen Unterschwanzdeckfedern gespreizt.
In dieser Zeit kopulieren die Störche häufig, vornehmlich in den Vormittagsstunden und meistens auf dem Hauptnest.

### Neststandort und Nest

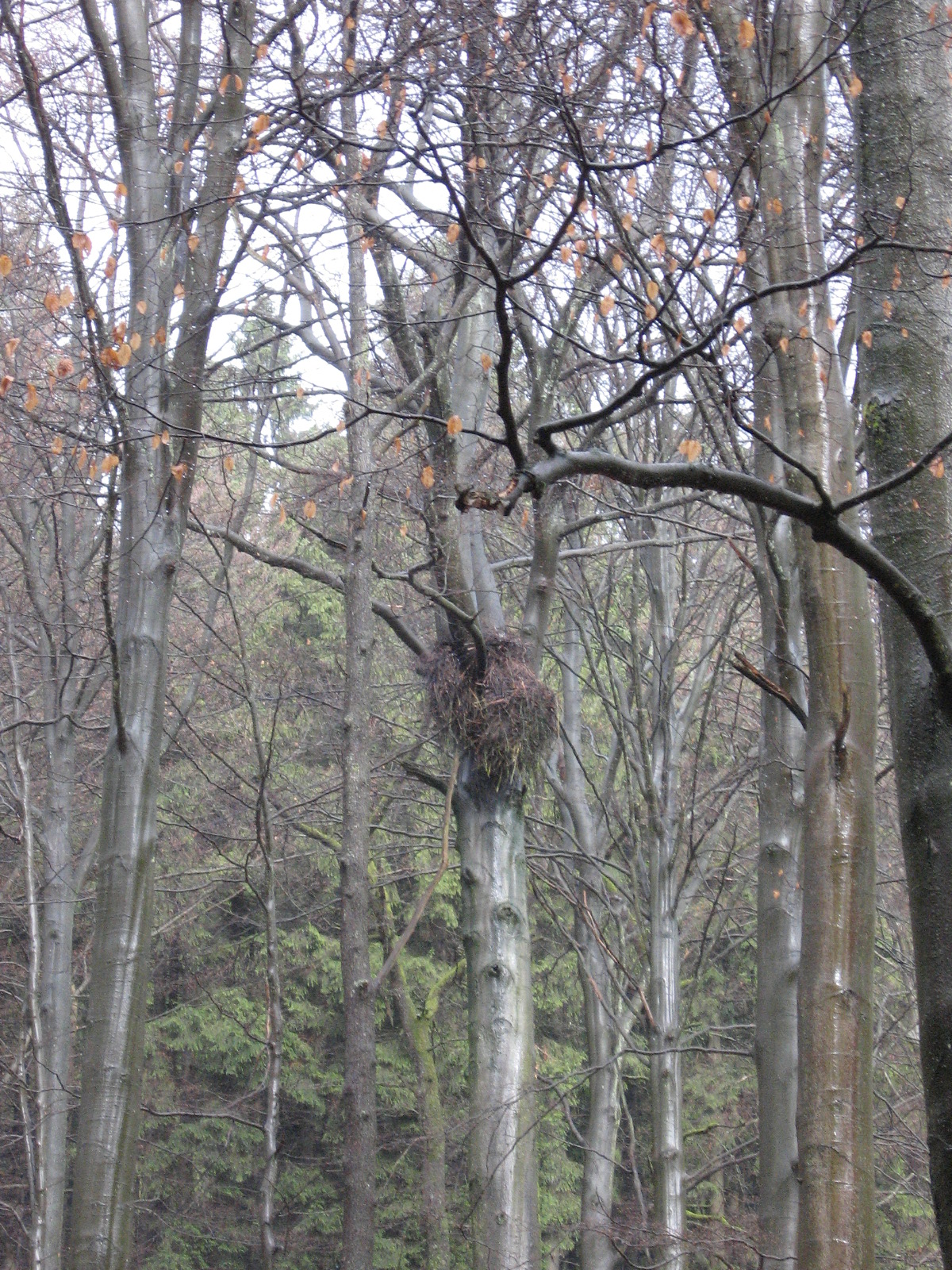
Mindestens 20 Jahre alter Schwarzstorchhorst auf einer Rotbuche

Schwarzstörche bauen umfangreiche Baum- oder Felsennester. Die Baumnester liegen im mittleren, häufiger aber im oberen Drittel verschiedener Laub- und Nadelbäume, meistens in Stammnähe, gelegentlich aber auch weit vom Stamm entfernt auf weit ausladenden starken Ästen. Unter den Horstbäumen ist eine Bevorzugung der Eiche festzustellen, wohl vor allem deshalb, weil Eichen schon im mittleren Stammabschnitt starke Äste mit vielen Verzweigungen ausbilden, die als stabile Nestauflage gut geeignet sind. In Mittelgebirgsregionen Deutschlands hat die Rotbuche die größte Bedeutung als Horstbaum. In eher feuchten Wäldern befinden sich Horste häufig auf Erlen, Eschen oder Birken. Gebietsweise dominieren als Horstbaum auch Kiefern, Fichten oder Tannen. Bei Baumhorsten liegt der Horst oft auf Überständern, also Bäumen, die andere in der Höhe überragen, häufig auch auf Randbäumen an Lichtungen. Solche Lagen ermöglichen ein leichtes Einfliegen in den Horstbereich. Felsenhorste werden in der Regel auf relativ niedrigen, oft teilweise oder ganz überdachten Felssimsen errichtet, wobei die Felshöhe selbst und die Höhenlage des Nestes innerhalb des Felsens sehr unterschiedlich sein kann.
Der Schwarzstorch benutzt seine Nester oft über viele Jahre hinweg, setzt sie immer wieder instand und erweitert sie, sodass sie beträchtliche Ausmaße und ein großes Gewicht erreichen können, was bei zu schwacher Nestunterlage nicht selten zu Nestabstürzen führt. Die Horste sind selten kreisrund, sondern eher rundoval mit Maßen von etwa 150 × 120 Zentimetern bei einer Höhe von rund 50 Zentimetern. Diese Ausmaße können jedoch um einiges überschritten werden. Oft legt ein Revierpaar neben dem Hauptnest noch einige Ausweichnester an.

### Gelege und Brut

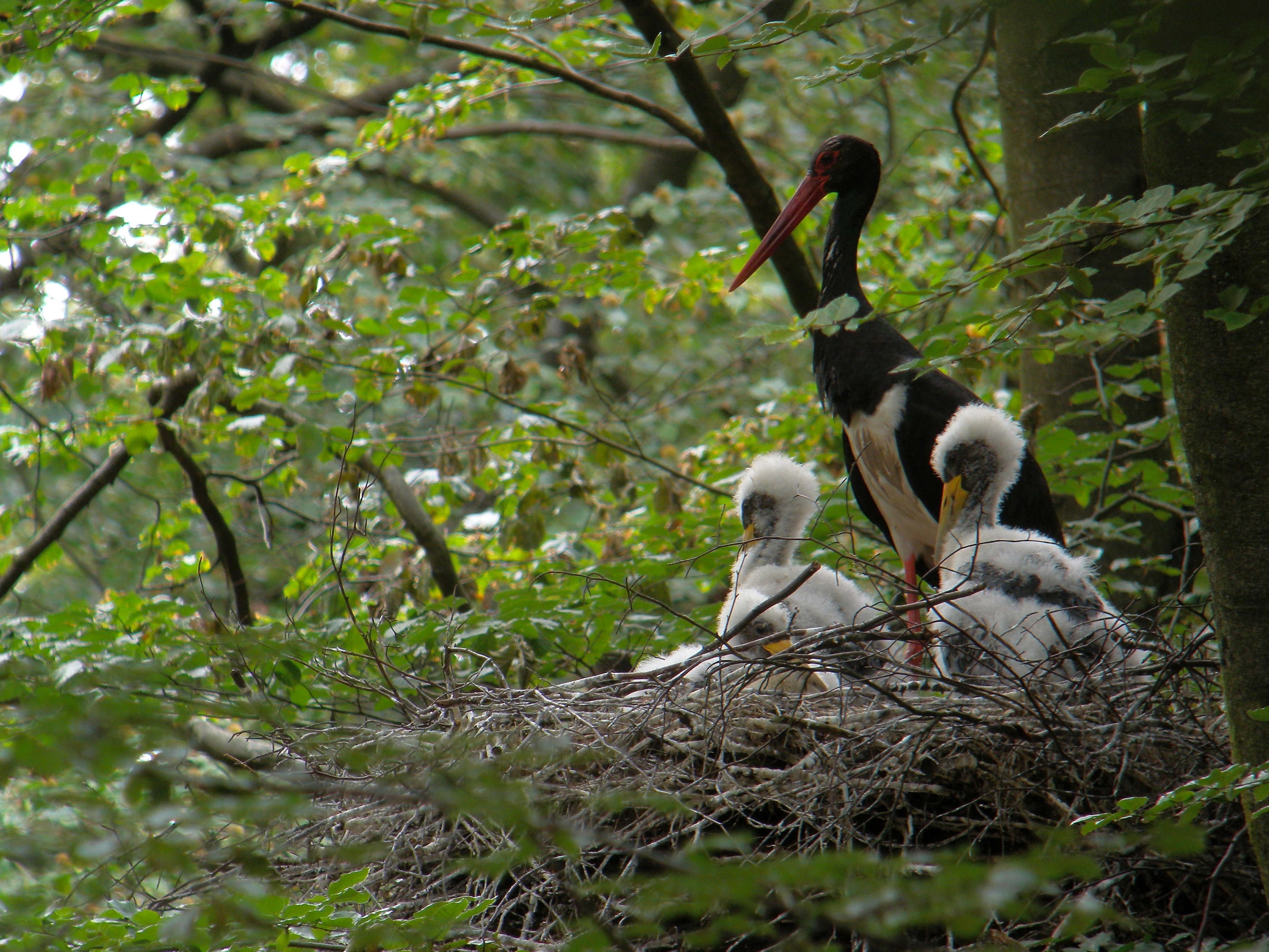
Horst mit Altvogel und drei Jungvögeln

Der Zeitpunkt der Eiablage ist von der geographischen Lage und den klimatischen Bedingungen abhängig. In Mitteleuropa beginnt sie selten vor Mitte April. Die westlichen Störche beginnen eher früher zu brüten, die östlichen später. Die südafrikanische Brutzeit fällt in den dortigen Winter und erreicht ihren Gipfel in den Monaten Juni und Juli.
Ein Vollgelege besteht am häufigsten aus vier rundovalen, anfangs grünlichen, später reinweißen Eiern in der mittleren Größe von 66 × 48,5 Millimetern. Es kommen auch Gelege mit drei bis sieben Eiern vor. Nachgelege enthalten selten mehr als drei Eier.
Die Eier werden in Abständen von zwei Tagen gelegt; das Weibchen beginnt meistens nach dem zweiten Ei fest zu brüten, sodass die Küken in Abständen bis zu sechs Tagen schlüpfen und erhebliche Größen- und Entwicklungsunterschiede zwischen den Küken bestehen können. Beide Elternteile brüten, nachts jedoch immer das Weibchen. Gelegentlich wird das Weibchen während der Brutzeit vom Männchen mit Nahrung versorgt. Die mittlere Brutzeit beträgt 34 bis 38 Tage. In den ersten drei bis vier Wochen werden die Jungstörche ständig von einem Altstorch bewacht und, wenn nötig, gehudert oder beschattet. Die Fütterung übernimmt zuerst ausschließlich das Männchen, nach der zweiten Lebenswoche, manchmal auch erst später, füttern beide Elternteile. Mit 21 Tagen können die Jungen zumindest kurzzeitig aufrecht stehen, mit etwa 60 bis 70 Tagen sind sie flügge. Die Jungstörche werden noch zwei bis vier Wochen von den Eltern betreut und kehren auch noch oft zum Nest zurück. Danach verlassen sie meistens in Zugrichtung und vor den Altvögeln das Aufwuchsgebiet.

### Lebenserwartung
Wie alle Echten Störche können wahrscheinlich auch Schwarzstörche recht alt werden, doch fehlen im Gegensatz zum Weißstorch, für den in freier Wildbahn ein Höchstalter von über 43 Jahren festgestellt wurde, für den Schwarzstorch länger zurückliegende Beringungsreihen. Das bisher festgestellte Höchstalter liegt bei 19 Jahren und 1 Monat. Die Daten stammen von einem noch lebenden Vogel in der Tschechischen Republik. Auswertung und Hochrechnung von Beringungsfunden lassen vermuten, dass etwa 20 % eines Jahrgangs das Bruteintrittsalter erreichen und an die 10 % über 10 Jahre alt werden. Wie bei allen Vögeln und insbesondere bei ziehenden Arten, sind die Verluste im ersten Lebensjahr am höchsten.

## Wanderungen

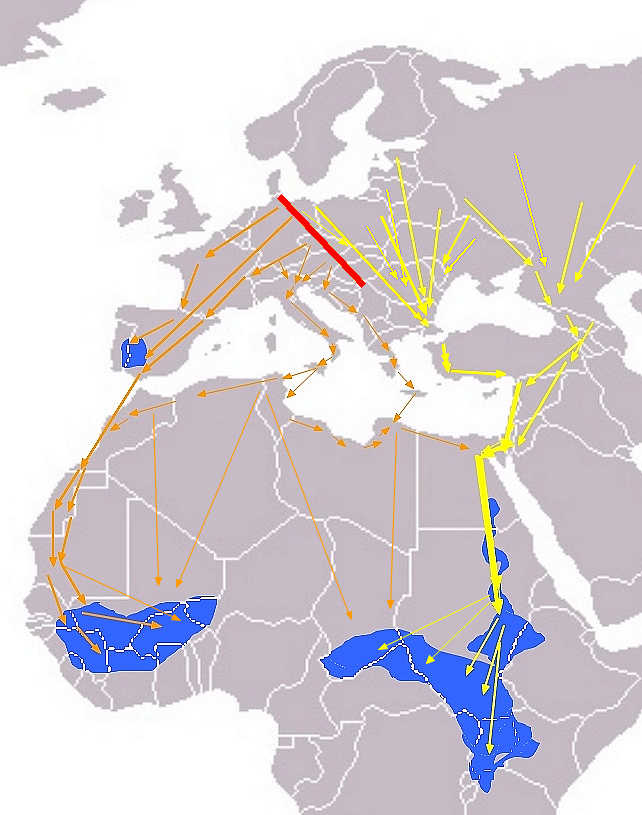
roter Strich: Zugscheide in Europa
orange Pfeile: Hauptzugrichtungen der Westzieher
gelbe Pfeile: Hauptzugrichtungen der Ostzieher
blau: Hauptüberwinterungsgebiete

Der Schwarzstorch ist im größten Teil seines großen Verbreitungsgebietes ein obligater Langstreckenzieher, nur Teile der Populationen in Westspanien und Ostportugal sowie die südafrikanischen Schwarzstörche sind Standvögel. Wie der Weißstorch ist auch der Schwarzstorch vor allem ein Thermikzieher, der aber in größerer Zahl als dieser das Mittelmeer überquert, da er längere Strecken im Schlagflug zurücklegen kann. Die Sahara wird meistens auf küstennahen Strecken umflogen, beziehungsweise nur in ihren Randbereichen gestreift. Ein nicht unbeträchtlicher Teil der Störche wählt jedoch auch Oasenrouten und überquert die zentrale Sahara.

### Westzieher
Unter den Westziehern wählen etwa 10 Prozent die Passage Sizilien – Cap Bon, Tunesien, während die Inselbrücke der Ägäis seltener beflogen wird. In der Regel überfliegen die Westzieher das Mittelmeer jedoch in der Umgebung von Gibraltar. Mit der fortschreitenden Westausbreitung der Art steigt auch die Anzahl der Westzieher, die zum Teil schon in Südspanien und Südportugal überwintern, meistens aber bis Westafrika, insbesondere in die Niger-Feuchtgebiete und nach Senegambien weiterziehen.

### Ostzieher
Die Ostzieher wählen die Bosporus-Sinai-Niltal-Route und überwintern in Ostafrika. Die Überwinterungsgebiete der in Mittelasien brütenden Störche liegen zum Teil ebenfalls in Ostafrika sowie in Indien südlich des Himalayas, aber meistens nördlich des Äquators, die der Fernoststörche in Indochina sowie im südlichen China. Die asiatischen Hochgebirge werden oft überflogen; ziehende Störche wurden im Karakorum in Höhen von 8000 Metern beobachtet.

### Zugscheide in Europa
Die uneinheitliche Zugscheide zwischen Ost- und Westziehern liegt im östlichen Mitteleuropa etwa bei 16° Ost und zieht sich nach Norden bis auf etwa 10° Ost. Die Zugscheiden der asiatischen Populationen sind nicht bekannt. Die südafrikanischen Störche nomadisieren außerhalb der Brutzeit.

### Zugzeiten in Europa
Der Wegzug der Störche aus ihren Bruträumen beginnt Mitte August mit dem Abzug der Jungstörche und dauert bis Ende September. Innerhalb der Zugscheidengebiete kommt es vor, dass sowohl Partner als auch Geschwister unterschiedliche Routen wählen. Die Zugleistungen beim Wegzug liegen zwischen 100 und 250 Tageskilometern mit Tagesmaximalstrecken von über 500 Kilometern. Der Heimzug erfolgt etwas zügiger; ab Mitte März treffen die ersten mitteleuropäischen Störche wieder im Brutgebiet ein.

## Bestand

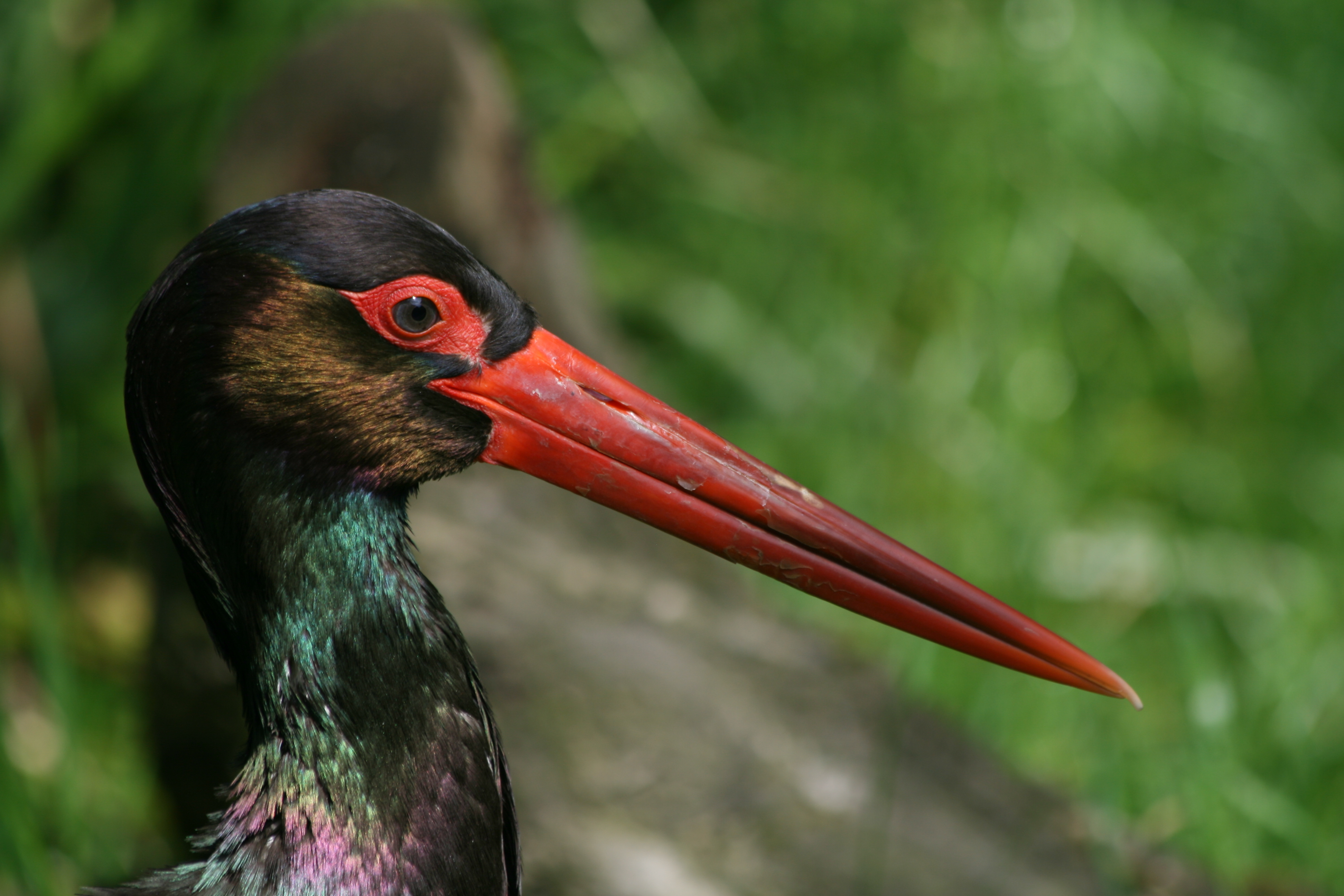
Schwarzstorch im Duisburger Zoo

Die europäischen Schwarzstorchbestände nehmen besonders im Westen Mitteleuropas seit etwa 25 Jahren leicht zu. Im Osten hingegen bestehen uneinheitliche Bestandsentwicklungen, in einigen Staaten sind auch erhebliche Bestandsabnahmen festzustellen. Auffallend ist die vergleichsweise geringe Reproduktionsrate der Oststörche, während die der Weststörche anhaltend hoch bleibt. Über die Bestandssituation in Mittel- und Ostasien liegen keine aktuellen Angaben vor, Einzelzahlen deuten jedoch eher auf einen Bestandsrückgang hin.
In Europa besteht ein Trend zu einer Arealausweitung nach Westen und Nordwesten, der sich insbesondere nach 1995 deutlich verstärkt hat. Einzelbruten im südlichen Baden-Württemberg und im bayrischen Allgäu deuten auf eine beginnende Arealausweitung in diesen Bereichen hin. Aus Vorarlberg liegen einige Brutzeitbeobachtungen aus dem grenznahen Gebiet zu Bayern sowie Einzelbeobachtungen ziehender Schwarzstörche vor, ein Brutnachweis steht jedoch noch aus. Ähnlich ist die Situation in der Ostschweiz. Rheinabwärts brütet die Art bereits in nicht unbeträchtlichen Zahlen in Rheinland-Pfalz und in Nordrhein-Westfalen. 2005 brüteten in Deutschland mindestens 500 bis 530 Paare, während die Zahl der Brutpaare Anfang der 1970er Jahre noch unter 50 lag. Neuerdings werden auch aus Norditalien wieder Bruten gemeldet. Besonders stürmisch verläuft die Arealausweitung über die belgischen Ardennen nach Nordostfrankreich, ohne dass dahinterliegende Regionen bereits aufgefüllt wären.
Insgesamt werden die europäischen Bestände auf etwa 7000 bis 11.000 Brutpaare geschätzt, was ungefähr der Hälfte des Weltbestandes entspricht. Die größten Vorkommen mit je über 1000 Brutpaaren liegen in Polen und in Belarus.

## Bedrohung
Die IUCN sieht die Schwarzstorchbestände zurzeit nicht gefährdet (LC = least concern), in den europäischen Listen wird die Art trotz des positiven Populationstrends mit R (= rare – selten) eingestuft. Auf Grund der global sehr geringen Individuenzahl von maximal etwa 40.000 Tieren scheint sie besonders durch mangelnden genetischen Austausch sowie durch Zugverluste (insbesondere Abschuss in einigen südeuropäischen und nordafrikanischen Staaten) und durch Probleme in den Überwinterungsgebieten gefährdet. Vor allem Jungstörche verunglücken sehr häufig auf ihrem ersten Zug an Hochspannungsleitungen und Windkraftanlagen. In den Brutgebieten sind nach wie vor negative Habitatsveränderungen sowie Störungen am Brutplatz die schwerwiegendsten Gefährdungsursachen.
Eine relativ neue Bedrohung sind Windkraftanlagen (WEA). Für Deutschland waren bis 2015 fünf Kollisionsopfer und eine hohe Anzahl kritischer Flugsituationen an WEA dokumentiert. Die Länderarbeitsgemeinschaft der Vogelschutzwarten veröffentlichte 2015 eine Mindestabstandsempfehlung von 3.000 m von WEA zu Brutplätzen des Schwarzstorches und einen Prüfbereich von 10.000 Metern um Brutplätze, um Gefährdungen bei Flügen zu Nahrungsgründen auszuschließen. In den letzten Jahren wurden mehrfach Bruten des Schwarzstorches gestört und seine Horste nach der Brutzeit abgesägt, wo im Nahbereich WEA geplant waren. Bei Bad Fredeburg fällte ein Waldbesitzer Anfang 2016 den Horstbaum eines Schwarzstorchpaares, vermutlich weil oberhalb des Horstbaums die Ausweisung einer Windkraftvorrangzone geplant war und ein Schwarzstorchbrutplatz das Ende der Planung bedeutete. Die informierte Untere Naturschutzbehörde (UNB) leitete ein Ordnungswidrigkeits-Verfahren ein und verhängte einen Bußgeldbescheid. Der Einspruch gegen den Bescheid vor dem Amtsgericht Arnsberg wurde zurückgewiesen. Der Richter bejahte eindeutig eine Fahrlässigkeit des Flächenbesitzers und verhängte 500 Euro Bußgeld.

## Bastardisierungen
Hybriden zwischen Schwarz- und Weißstorch bilden intermediär unterschiedliche Gefiederfärbungen aus; über ihre Fertilität ist nichts bekannt. Zuerst waren solche Artkreuzungen nur aus den Zoos von Basel, Köln und Tallinn bekannt. In freier Natur wurde eine Verpaarung eines männlichen Weißstorchs mit einem Schwarzstorchenweibchen 2023 an einem Nest bei Lüder beobachtet. Das Paar zog zwei Jungtiere auf. Es wurde berichtet, dass die Schwarzstörchin bereits in den Jahren zuvor Anschluss zu Weißstörchen gesucht hatte.

## Namensherleitung
Die tiefergehende Etymologie des deutschen Namens Storch (urgermanisch *sturka, althochdeutsch storah, mittelhochdeutsch storche) ist nicht eindeutig geklärt, mögliche Verbindungen zu nicht germanischen Sprachen sind also nicht klar erwiesen. Der Gattungsname ciconia ist bei Plinius belegt und benennt unterschiedliche Schreitvögel. Das lateinische Farbadjektiv nigra bedeutet schwarz.

## Kulturgeschichtliches
In vorchristlich-germanischer Zeit sah man den Schwarzstorch als einen der Begleiter Odins; ein im Schwedischen noch immer gebräuchlicher volkstümlicher Name ist Odensvala, Schwalbe des Odin. Aus dem Mittelalter gibt es nur wenige Hinweise auf eine genaue Kenntnis der Art, doch wird sie im Falkenbuch Kaiser Friedrichs II. (De arte venandi cum avibus) in einigen sehr naturgetreuen Abbildungen dargestellt. Im Allgemeinen gilt der Schwarzstorch vom Mittelalter bis in die Neuzeit als Gegenspieler des verehrten und positiv besetzten Weißstorches und wird demgemäß als Künder von Unheil, Krankheit und Krieg angesehen. Dieser Volksaberglaube, der Schwarzstorch verheiße nahendes Unglück, ist in manchen Regionen des südöstlichen Europas noch immer lebendig.